# Kima africana
Kima africana är en spindelart som beskrevs av Peckham, Peckham 1902. Kima africana ingår i släktet Kima och familjen hoppspindlar. Inga underarter finns listade i Catalogue of Life.